# Ronald Anthony Parise
Ronald Anthony Parise (24. května 1951 Warren, Ohio – 9. května 2008 Silver Spring, Maryland) byl americký astronom a kosmonaut. Ve vesmíru byl dvakrát.

## Život

### Studium a zaměstnání
Absolvoval střední školu Western Reserve High School a poté absolvoval vysokoškolská studia na univerzitě Youngstown State University a University of Florida. Zakončil je v roce 1979, získal zde titul Ph.D. v oboru astronomie. Pracoval pak u různých společností.
V roce 1984 byl přijat do týmu NASA, po výcviku byl zařazen do oddílu astronautů. V tomto oddílu NASA zůstal do března 1995. U NASA zůstal pracovat jako astronom až do roku 2000.
Používal přezdívku Ron. Oženil se s Cecilií, rozenou Sokolovou a měli spolu dvě děti, Nicholase a Katherine. Zemřel na nádor mozku v květnu 2008 v Silver Spring.[zdroj?]

### Lety do vesmíru
Na oběžnou dráhu se v raketoplánech dostal dvakrát s funkcí specialisty pro užitečná zařízení a strávil ve vesmíru 25 dní, 14 hodin a 13 minut. Byl 237. člověkem ve vesmíru.
- STS-35 Columbia (2. prosince 1990 – 10. prosince 1990)
- STS-67 Endeavour (2. března 1995 – 18. března 1995)